# Memphis (Missouri)
Memphis – miasto w Stanach Zjednoczonych, w stanie Missouri, w hrabstwie Scotland.